# Dahui Si

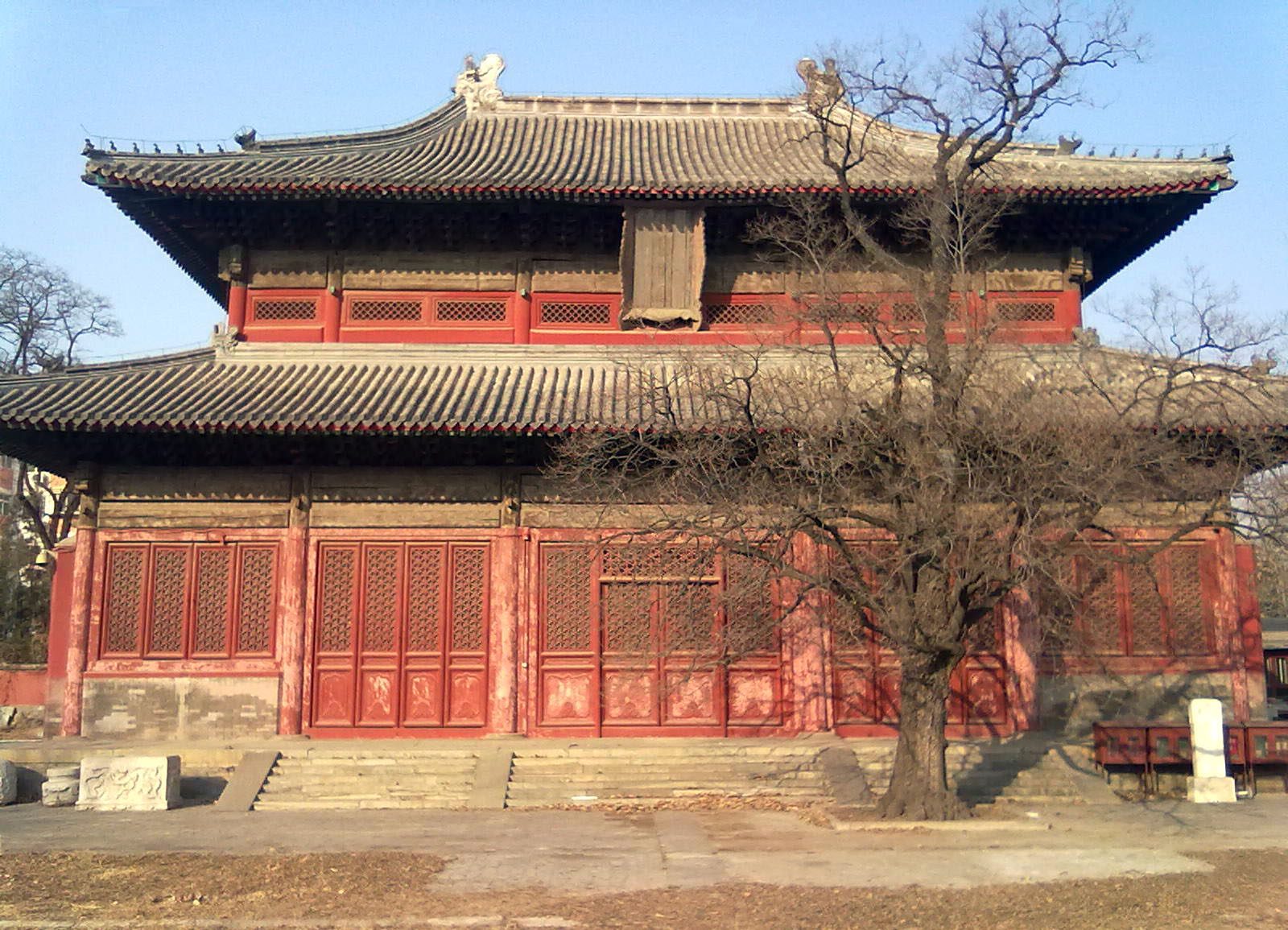
Dahui Si

Der Dahui Si (Dahui-Tempel, chinesisch 大慧寺, Pinyin Dàhuì Sì, wörtlich Tempel der großen Weisheit) ist ein buddhistischer Tempel im nordwestlichen Pekinger Stadtbezirk Haidian. Er steht an der Straße Dahuisi Lu nahe der Straße Xueyuan Nanlu. Der Tempel wurde ursprünglich in der Zeit der Tang-Dynastie erbaut; der heutige Tempel geht auf das Jahr 1513 der Ming-Dynastie zurück. In der Qing-Zeit wurde er im Jahr 1757 renoviert. 
Der Dahui Si steht seit 2001 auf der Liste der Denkmäler der Volksrepublik China (5-204).
Koordinaten: 39° 57′ 6″ N, 116° 19′ 24″ O